# Petinha-das-árvores

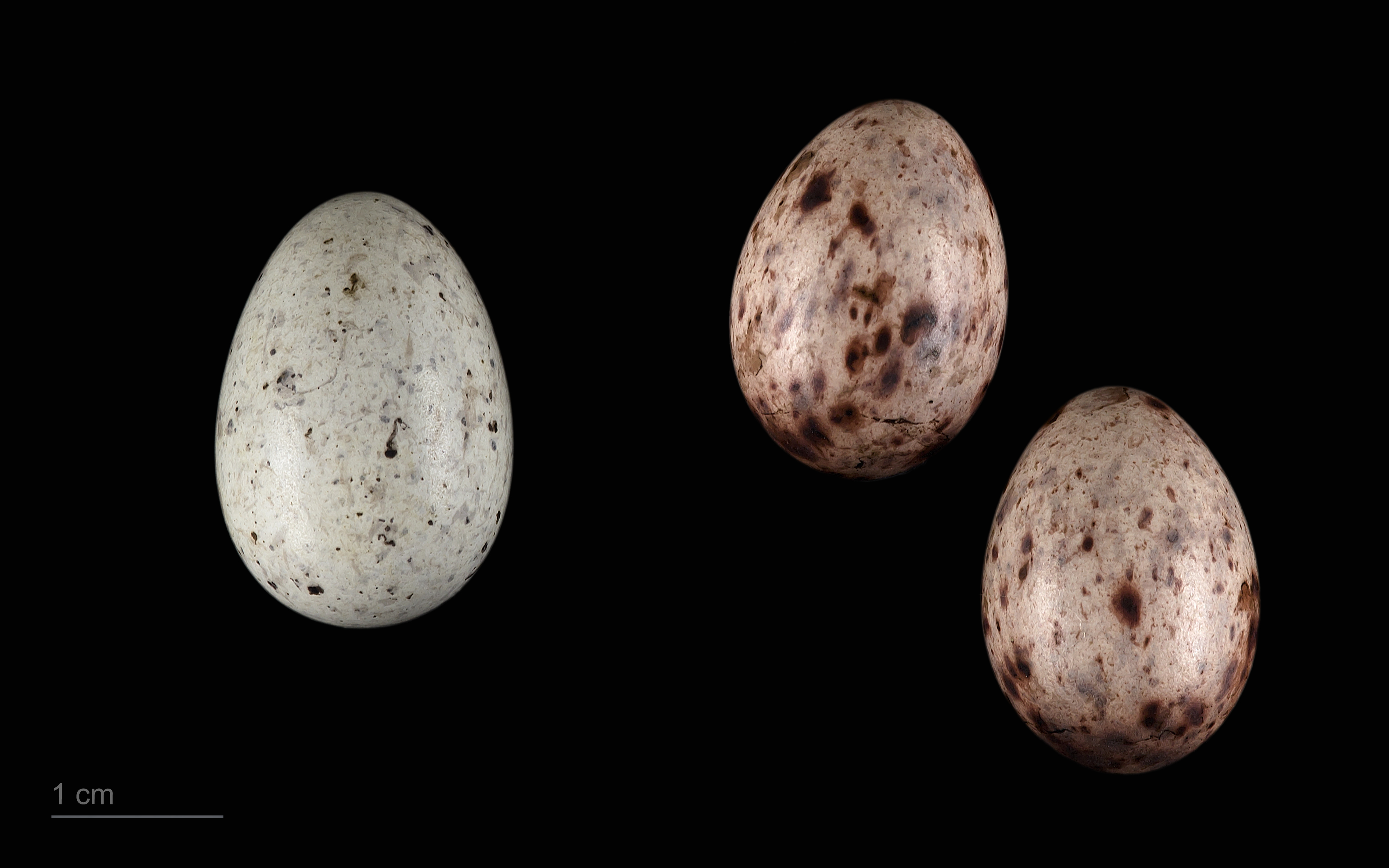
Cuculus canorus canorus em um niho de Anthus trivialis - MHNT

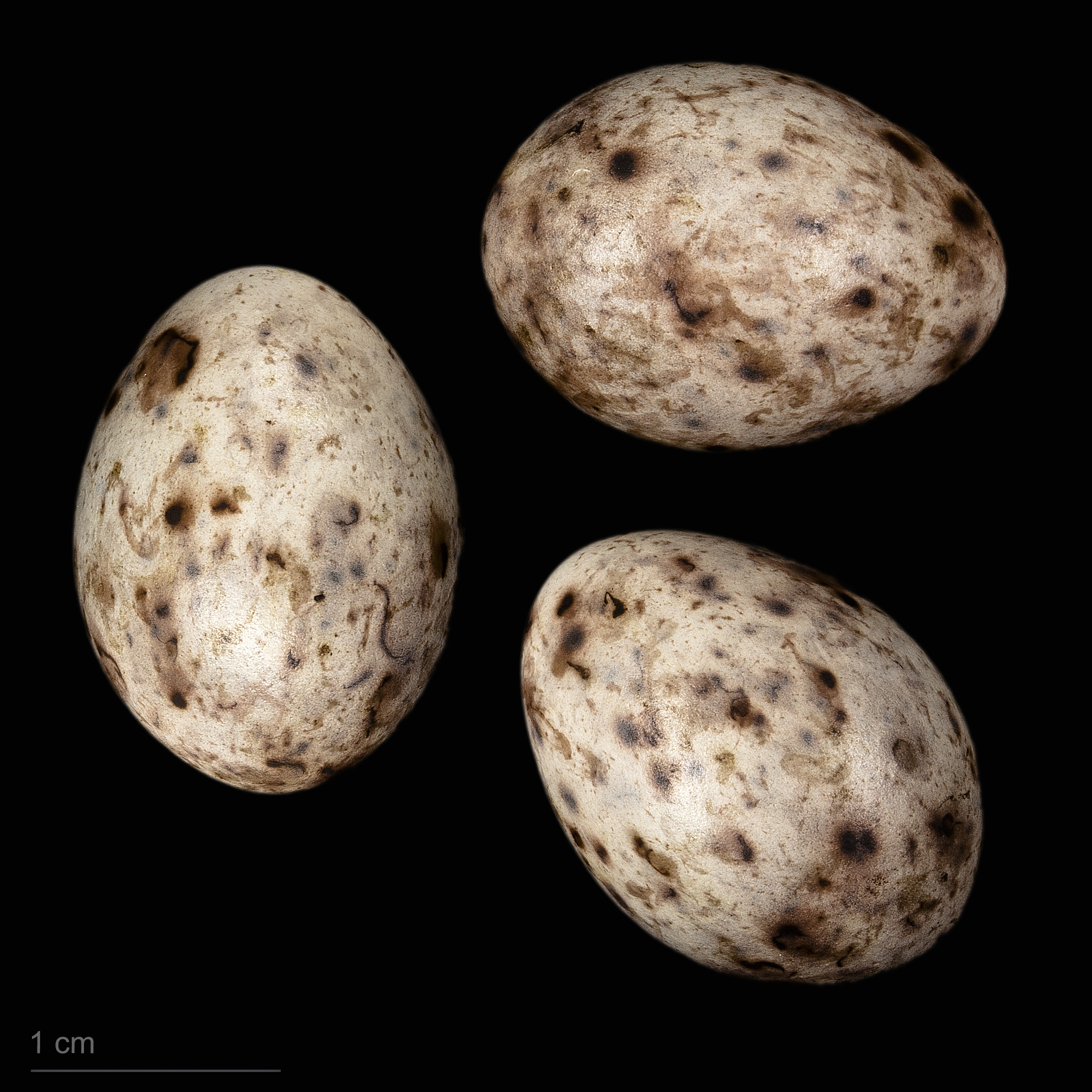
Anthus trivialis trivialis - MHNT

A petinha-das-árvores (Anthus trivialis) é uma ave da família dos Motacilídeos, de pequeno porte, com cerca de quinze centímetros de comprimento.

## Descrição
Caracteriza-se pela plumagem acastanhada, com matizes alvadios no ventre e nas partes inferiores e com algumas riscas que formam um padrão estriado a castanho escuro no peito. O bico é fino e as patas são rosadas.
Pode confundir-se com a petinha-dos-prados, que é sensivelmente do mesmo tamanho e com a qual partilha quer os padrões estriados de plumagem, quer os tons rosados das patas. Difere da supra aludida Anthus pratensis, pela coloração da plumagem, que é menos esverdeada e mais amarelada do que a daquela, e ainda pelo seu piar distintivo.

## Hábitos
Gosta de se alcandorar nos corutos de árvores ou em linhas de fios telecomunicações.

## Distribuição e ocorrência
É uma espécie migradora que nidifica na Europa e inverna na orla Mediterrânica e em África.

## Em Portugal
No que toca à nidificação, esta espécie circunscreve-se ao extremo norte de Portugal, onde privilegia os habitats serranos.
A contrapelo, quando está de passagem migratória, enquanto ave migratória, é susceptível de se encontrar em qualquer parte do país, sendo sobremaneira comum avistá-la ao pé da orla costeira, se bem que em bandos pouco numerosos.
É uma espécie estival, pelo que pode ser avistada em Portugal entre o final de Março e advento de Outubro.